# Epirhyssa japonica
Epirhyssa japonica là một loài tò vò trong họ Ichneumonidae.